# Дзуринда, Микулаш
Микулаш Дзуринда (словац. Mikuláš Dzurinda; род. 4 февраля 1955, Спишски Штврток, Чехословакия) — словацкий политический и государственный деятель. Лидер партии «Синие, Мост-Хид». В прошлом — премьер-министр Словакии с 30 октября 1998 до 4 июля 2006 года, исполняющий обязанности президента Словакии с 30 октября 1998 до 15 июня 1999 года.

## Биография
Отец политика был этническим русином.
В 1979 году окончил Жилинский университет. В 1988 году окончил в нём аспирантуру и стал кандидатом наук.
В 1990 году стал одним из основателей консервативного Христианско-демократического движения, в 1993—1998 годах занимал в нём пост заместителя председателя. В 1991 году — заместитель министра транспорта, телекоммуникаций и почты. В 1994 году — министр транспорта, телекоммуникаций и почты в правительстве Йозефа Моравчика. После прихода к власти правительства Владимира Мечьяра перешёл в оппозицию.

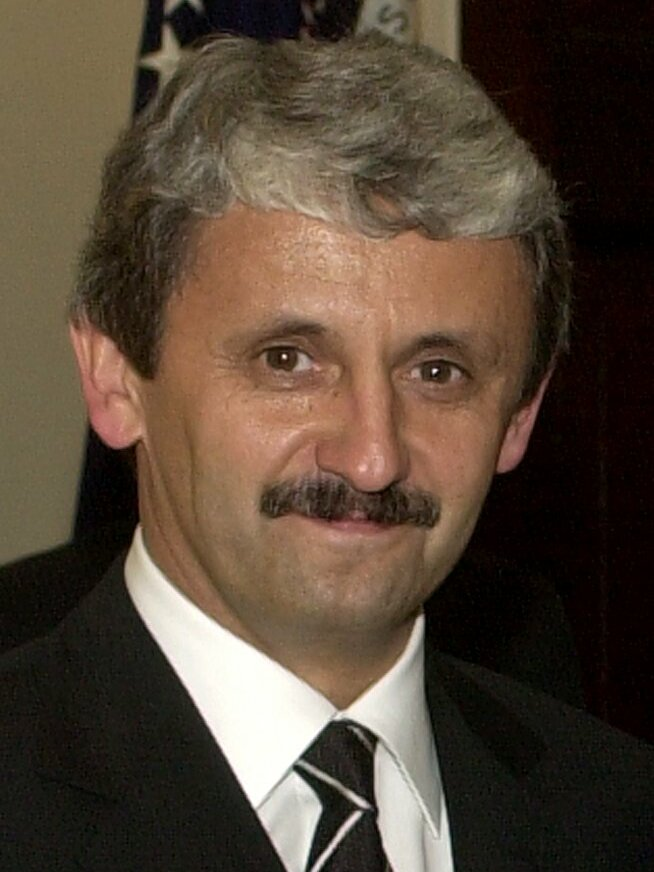
Микулаш Дзуринда в 2005 году

В 1998 году оппозиционные партии победили на выборах, и Дзуринда стал премьер-министром, а также исполнял обязанности президента до избрания на этот пост Рудольфа Шустера. В 2000 году организовал партию Словацкий демократический и христианский союз. В 2002 году — вновь одержал победу на выборах во главе коалиции. В 2006 году на выборах партия Дзуринды заняла второе место, и победитель выборов Роберт Фицо сформировал коалиционное правительство.
9 июля 2010 года занял пост министра иностранных дел в правительстве Иветы Радичовой.
14 мая 2023 года на учредительном съезде избран председателем партии «Синие — Европейская Словакия» (MODRÍ — Európske Slovensko). 18 мая о сотрудничестве с партией объявила платформа бывшей партии «Мост» (Most — Híd) во главе с Ласло Солимошем после выхода из «Альянса». 25 мая партия изменила название на «Синие, Мост-Хид» (Modrí, Most — Híd).